# Новосілки 2 (Мінська область)
Новосілки 2 (біл. вёска Навасёлкі 2) — село в складі Молодечненського району Мінської області, Білорусь. Село підпорядковане Олехновицькій сільській раді, розташоване в західній частині області.

## Історія
З 1793 після другого розділу Речі Посполитої Новосілки, як і вся Вілейщина, входила до складу Російської імперії, був утворений Вілейський повіт у складі спочатку Мінської губернії, а з 1843 - Віленської губернії.
У 1921–1945 роках село знаходилось у Польщі, у Вільнюськім воєводстві, Вілейського повіту, у гміні Красне.

## Населення
- 1866 рік — 55 людини, 5 будинків[2]
- 1921 рік — 65 людини, 14 будинків[3]
- 1931 рік — 76 людини, 15 будинків[4].